# Türkische Botschaft Skopje

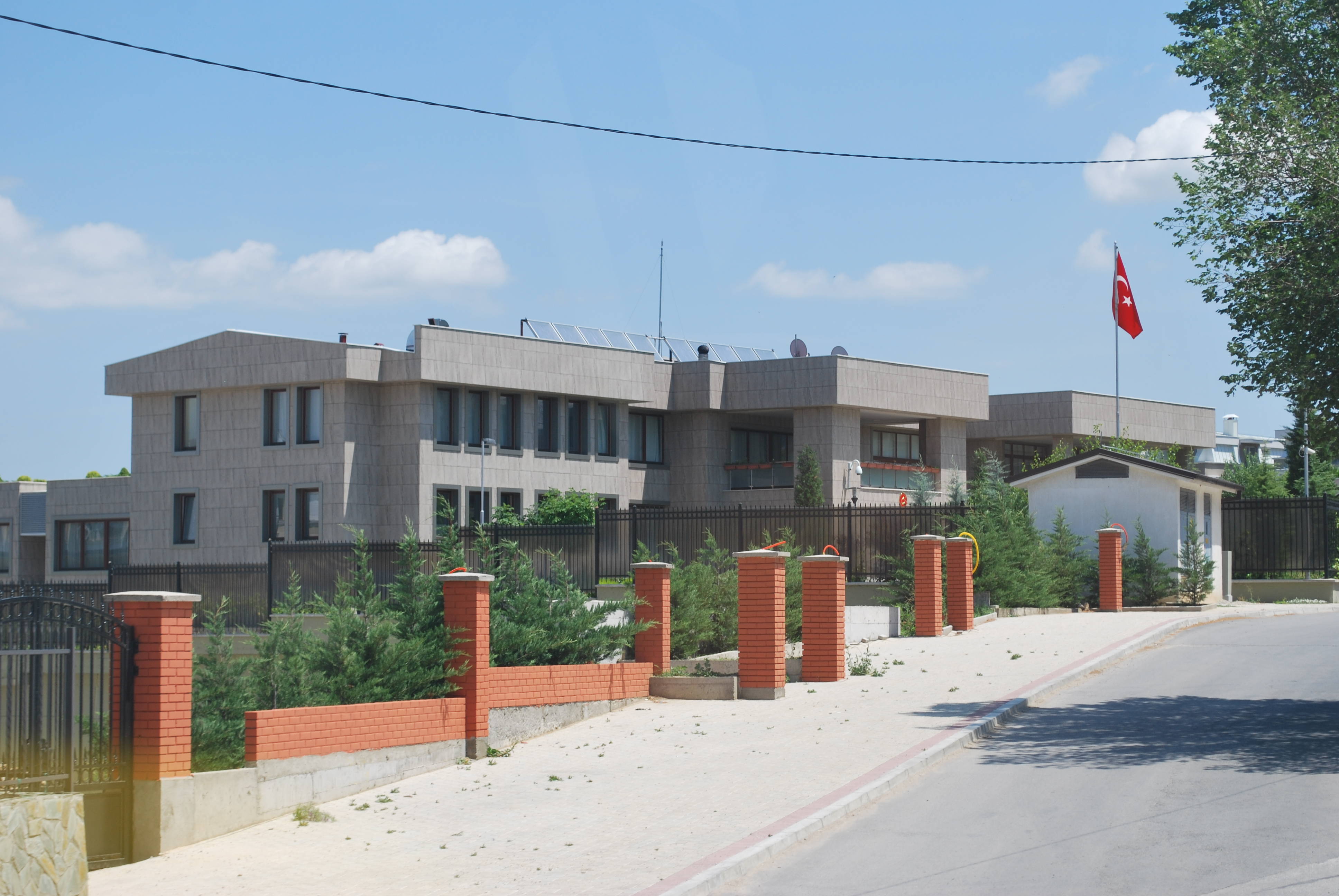
Türkische Botschaft Skopje

Die  Botschaft der Republik Türkei Skopje; Türkiye Cumhuriyeti Üsküp Büyükelçiliği ist die höchste diplomatische Vertretung der Republik Türkei in Nordmazedonien.
Seit dem 15. August 2010 residiert Gürol Sökmensüer als Botschafter der Republik Türkei in dem Botschaftsgebäude.